# Erik Hillebard (död 1676)
Erik Axelsson Hillebard, död 10 november 1676, var en svensk militär. 

## Biografi
Hillebard var utomäktenskaplig son till landshövdingen Axel Axelsson Stålarm och Elisabet Ramin. Han började att arbeta vid armen 1612 och blev 1627 löjtnant vid Östgöta infanteriregemente. Hillebard blev 1628 kapten vid nämnda regemente och 1629 kapten vid Jönköpings regemente. År 1642 blev han kvartermästare vid Jönköpings regemente. Han adlades Hillebard 23 maj 1646 och introducerades 1656 som nummer 629. Hillebard blev 1647 major vid regementet och 2 april 1661 överstelöjtnant vid regementet. Den 20 juli 1661 blev han kommendant i Kalmar. Han avled 1676 och begravdes i Svenarums kyrka där hans vapen sattes upp.
Hillebard ägde gårdarna Torarp i Svenarums socken, Katrineholm i Svenarums socken och Denningarum i Broby socken.

### Familj
Hillebard var gift med Catharina von Witten af Stensjö (död 1667). Hon var dotter till kaptenen Casper von Witten af Stensjö och Anna von Rassfelt. De fick tillsammans barnen kaptenen Axel Hillebard (död 1659) vid Jönköpings regemente, Elisabet Hillebard (1632–1701) som var gift med kaptenen Lennart Bock af Näs, Beata Hillebard som var gift med majoren Sten Lood i Småland, Anna Catharina Hillebard som var gift med överstlöjtnanten Paul Bethun, löjtnanten Johan Hillebard (1635–1668) vid Jönköpings regemente, en dotter som var gift med Jakob Stålhammar, Agneta Catharina Hillebard (död 1689) som var gift med kaptenen Conrad von Gertten, Brita Hillebard som var gift med löjtnanten Hans Carlsson Lundius, Anna Hillebard som var gift med löjtnanten Nils Eketrä och kaptenen Georg von Vietinghoff, översten Erik Hillebard (1646–1716), kapten Georg Hillebard (död 1699) vid Jönköpings regemente, Christina Hillebard (född 1653) som var gift med majoren Vilhelm Douglies och Catharina Hillebard (död 1705) som var gift med överstelöjtnanten Per Lennartsson Ulfsax och ryttmästaren Edvard Vilhelm von Rechenberg.